# Periscelis annulata
Periscelis annulata is een vliegensoort uit de familie van de Periscelididae. De wetenschappelijke naam van de soort is voor het eerst geldig gepubliceerd in 1813 door Fallen.